# Henri Fayol
Henri Fayol, francoski inženir, teoretik upravljanja, * 1841, Konstantinopel, Otomansko cesarstvo (danes Istanbul, Turčija), † 1925, Pariz, Francija.
Njegovo ključno delo je Administration Industrielle et Generale iz leta 1916. Pripada klasični šoli managementa in velja za utemeljitelja sodobne teorije vodenja in upravljanja. Bil je sodobnik F. W. Taylorja v ZDA.
Fayol je definiral osnovne aktivnosti managementa:
- Napovedovanje,
- planiranje,
- organiziranje,
- ukazovanje,
- koordiniranje,
- kontroliranje.

14 načel vodenja po Fayolu:
- Delitev dela,
- avtoriteta in odgovornost,
- disciplina,
- enotnost ukazovanja,
- enotnost usmerjanja,
- podrejanje individualnih interesov splošnim interesom,
- nagrajevanje osebja,
- centralizacija,
- skalarno načelo – hierarhična linija avtoritete,
- red,
- pravičnost,
- stalno osebje,
- iniciativa,
- duh skupnosti.

Šest osnovnih funkcij podjetja po Taylorju:
- upravna
- tehnična
- komercialna
- finančna
- računovodska
- varnostna